# Orde van Verdienste (Oekraïne)
De Orde van Verdienste (Oekraïens: орден "За заслуги", Orden "Za zasloehy") is een onderscheiding van Oekraïne.
De orde werd op 22 september 1996 ingesteld door president Leonid Koetsjma en kan worden verleend voor erkenning van buitengewone verdiensten op economisch, wetenschappelijk, socio-cultureel, militair of staatkundig gebied en andere maatschappelijke inzet. De orde kent drie graden, I, II en III, waarbij I de hoogste is.
De voorganger van de orde was de Ere-onderscheiding van de President van Oekraïne die op 19 augustus 1992 was ingesteld door president Leonid Kravtsjoek. Daarmee is het de oudste presidentiële onderscheiding van het onafhankelijke Oekraïne. Dragers van de Ere-onderscheiding werden met de instelling van de Orde van Verdienste gelijkgesteld met dragers van de Orde van Verdienste in klasse III.
De orde kan worden uitgereikt aan Oekraïners en aan buitenlanders en heeft een civiele en militaire ("met de zwaarden") uitvoering. Alle gedecoreerden mogen zich Ridder in de Orde van Verdienste noemen. De orde kan ook postuum worden verleend. 
De Orde van Verdienste is een van de meest verleende Oekraïense onderscheidingen. Dat geldt ook voor Nederlanders en Belgen. Nederlanders werden slechts in twee andere orden onderscheiden: in de Orde van Vorst Jaroslav de Wijze en in de Orde van Vorstin Olha. Ook zijn de eretitel Geëerd Beoefenaar van de Kunsten van Oekraïne, de jubileummedaille 25 jaar onafhankelijkheid van Oekraïne en de medaille voor steun aan de Oekraïense strijdkrachten, een Oekraïense militaire onderscheiding, in Nederland toegekend. 
De Orde van Verdienste is ook aan Belgen het meest toegekend. Daarnaast werden Belgen onderscheiden in de Orde van de Vrijheid, in de Orde van Vorst Jaroslav de Wijze, het Gouden Hart en werd er een Ereteken voor Verdienste van het Ministerie van Buitenlandse Zaken van Oekraïne aan een Belg uitgereikt.

## Nederlandse dragers
De volgende Nederlanders zijn drager van de Orde van Verdienste van Oekraïne:

### In de eerste klasse
- Piet Spijkers, voorzitter Stichting Humanitaire Hulp Kinderen Oekraïne, bij bevordering (2025).[3]

### In de tweede klasse
- Piet Spijkers, voorzitter Stichting Humanitaire Hulp Kinderen Oekraïne, bij bevordering (2020).[4]

### In de derde klasse
- De eerste ambassadeur van Nederland in Oekraïne (1992-1996), Robert Serry, directeur Buitenlandse Economische Betrekkingen bij het ministerie van Economische Zaken, voor een belangrijke persoonlijke bijdrage aan de ontwikkeling van de handels- en economische betrekkingen tussen Oekraïne en Nederland (1997).[5]
- dr. Myroslaw Antonowycz (2001)[6], als oprichter van het Utrechts Byzantijns Koor ook Geëerd Beoefenaar van de Kunsten van Oekraïne (1997).[7]
- prof. dr. Omelan Kuschpèta, geleerde en voorzitter van de Bond van Oekraïners in Nederland (2001).[6]
- Herman Quast, algemeen directeur van de BV Holdingmaatschappij Damen (2003).[8]
- Maarten Brouwer, muntmeester van de Koninklijke Nederlandse Munt (2008).[9]
- Jan Marinus Wiersma, lid van het Europees Parlement (2008), voor zijn "beduidende bijdrage aan het aan de wereldgemeenschap bekendmaken van de waarheid rondom de genocide op het Oekraïense volk gedurende de holodomor van 1932-1933 en een actieve bijdrage aan de internationale actie 'Eeuwigdurende Vlam' ter herdenking van de slachtoffers van de holodomor van 1932-1933".[10]
- Piet Spijkers, voorzitter Stichting Humanitaire Hulp Kinderen Oekraïne (2010).[11][12]
- Nico de Borst, voorzitter van Stichting Breath (2011).[13]
- Hans van Baalen, lid van het Europees Parlement (2016).[14]
- Barbara Eckardt-Tschorn, voorzitter van de (voormalige) Stichting Humanitaire Projecten Kindertehuizen Oekraïne (2016).[14]
- Free Doomen, ondernemer en mede-oprichter van Stichting Hoevens Ontwikkelings- en Missiecomité (2017).[15]
- Theodorus Gerardus Maria (Dick) Nijssen, voorzitter van Stichting Holland - Oekraïne (2020).[16]
- Ahmed Aboutaleb, burgemeester van Rotterdam (2022).[17][18]
- Jan van Zanen, burgemeester van Den Haag en voorzitter van de Vereniging van Nederlandse Gemeenten (2022).[17][19]
- Geoffrey van Leeuwen, raadsadviseur voor Buitenlandse Zaken en Defensie van het ministerie van Algemene Zaken (2022).[17]
- Igor Oleksijovytsj Kirichenko, voorzitter “Oekraïense gemeenschap in Nederland” (2022).[17]
- Ruben Brekelmans, lid van de Tweede Kamer (2023).[20]
- Sjoerd Sjoerdsma, voormalig lid van de Tweede Kamer (2023).[20][21]
- Jennes de Mol, van 2019 - 2024 buitengewoon en gevolmachtigd ambassadeur van het Koninkrijk der Nederlanden in Oekraïne (2024).[22]

## Belgische dragers
De volgende Belgen zijn drager van de Orde van Verdienste van Oekraïne:

### In de eerste klasse
- Albert Hasenbroekx, "deelnemer aan de nationale vrijheidsstrijd" van Oekraïne (2010).[23] Hasenbroekx werd postuum onderscheiden door president Viktor Joesjtsjenko. Hij was in 1943-1944 omroeper bij de ondergrondse radiozender van het Oekraïens Opstandelingenleger (OePA) in de Karpaten.[24][25] In 1967 ontving hij het Gouden Kruis van OePA  dat was ingesteld door het Kapittel van het Gouden Kruis van Verdienste van het Oekraïense Opstandelingenleger in de VS ter gelegenheid van het 25-jarig jubileum van de oprichting van het Oekraïense Opstandelingenleger.[26]
- Jacques Rogge, voorzitter van het Internationaal Olympisch Comité (2010).[27] In 2006 ontving hij al de Orde van Vorst Jaroslav de Wijze in de Derde Klasse.[28]

### In de derde klasse
- dhr. J.A. Stoop, ereconsul van Oekraïne in Antwerpen (1998).[29]
- Norbert Justin, medewerker van de Europese Commissie (2001).[30]
- Ingeborg Kristoffersen, de eerste ambassadeur van België in Oekraïne (2007).[31]
- Wladimir Kotlar, ereconsul van Oekraïne in Bergen (2008).[32]
- John Krutzen, honorair raadgever van de Oekraïense ambassade in België (2009).[33] Hij had in dezelfde hoedanigheid in 2005 al het Ereteken voor Verdienste van het Ministerie van Buitenlandse Zaken van Oekraïne in de Eerste Klasse ontvangen.[34]
- Aartspriester Vitali Derewianka van de Oekraïense autocefale Orthodoxe Kerk in Genk (2009).[33][35]
- Omelan Kowal, voorzitter van het Comité Ukrainien de Secours en van de Vereniging Oekraïners in België vzw (2010).[23] Op 1 december 2015 werd hem ook de Orde van de Vrijheid toegekend.[36]
- Mark Demesmaeker, lid van het Europees Parlement (2015).[37]
- Iryna Somer, voormalig hoofd van het kantoor van het het Oekraïense persbureau UNIAN in Brussel (2017).[38]
- Zénon Kowal (de zoon van Omelan, zie boven), adviseur bij "Wallonie-Bruxelles International", het agentschap voor internationale betrekkingen van de Franse Gemeenschap van België (2019).[39]
- Mariam Lambert, medeoprichter van de Nederlandse Stichting Orphans Feeding Foundation (2022).[40] Een week later ontving ze ook het diploma van de Verchovna Rada van Oekraïne.[41]
- Patrick Vandervliet, lid van «BeForUkraine» v.z.w (2023).[20]

## De versierselen
Het kleinood van de orde is een gestileerde versie van het Wapen van Oekraïne op een kruis met afgeronde hoeken op een medaillon met bloemenmotief. Het versiersel is afhankelijk van de graad uitgevoerd in zilver met goud, zilver of geoxideerd zilver. Alle graden hebben een uitreikversiersel, miniatuur en baton met rozet. De eerste klasse wordt om de hals gedragen en heeft daarnaast een ster. De Orde van Verdienste in de tweede of derde klasse die wordt uitgereikt aan Oekraïense militairen bevat de afbeelding van gekruiste zwaarden op het lint.
| Eerste Klasse | Eerste Klasse | Tweede Klasse | Tweede Klasse | Derde Klasse | Derde Klasse |
| ------------- | ------------- | ------------- | ------------- | ------------ | ------------ |
|               |               |               |               |              |              |
| Baton         |               |               |               |              |              |
|               |               |               |               |              |              |

Orden van Oekraïne

Held van Oekraïne (Gouden Ster · van de Natie)

Vrijheid ·
Vorst Jaroslav de Wijze ·
Verdienste ·
Bohdan Chmelnytsky ·
Helden van de Hemelse Honderd ·
Dapperheid ·
Vorstin Olha ·
Daniel van Galicië ·
Dapper Werk in de Mijnen

Oekraïense presidentiële en militaire onderscheidingen

Kruis voor Militaire Verdienste ·
Ivan Mazepa-Kruis ·
Geëerd Beoefenaar van de Kunsten ·
25 jaar onafhankelijkheid ·
Gouden Hart

Ereteken ·
Medaille voor steun aan de Oekraïense strijdkrachten

Zie ook orden, onderscheidingen en medailles van:

Oekraïne (draagvolgorde) · 
Oekraïense Volksrepubliek (Orde van het IJzeren Kruis) · 
 OekSSR (Rode Vlag van de Arbeid)